# Papa Anastasie I
Anastasie I (n. 340 d.Hr., Roma, Imperiul Roman – d. 20 decembrie 401 d.Hr., Roma, Imperiul Roman) a fost papă al Romei în perioada 27 noiembrie 399-401. 
Papa Atanasie I a fost prieten apropiat cu sfinții Augustin, Ieronim și Paulin. Sf. Ieronim vorbește despre Papa Anastasie I ca fiind un bărbat de o mare sfințenie, a cărui avere era sărăcia. 
Sf. Ieronim și patriarhul Alexandriei Teofil i-au cerut și au obținut de la Atanasie condamnarea scrierilor remarcabilului teolog alexandrin Origene, după ce lucrările sale au fost traduse în latină.
Este sărbătorit ca sfânt pe 19 decembrie.